# Armin Meiwes
Armin Meiwes – niemiecki morderca, znany z praktyk kanibalistycznych.

## Życiorys
Armin Meiwes urodził się w Essen w ówczesnych Niemczech Zachodnich. Był najmłodszym dzieckiem Waltraud oraz jej trzeciego męża. Dostępne źródła przekazują dosyć obszerne i szczegółowe informacje na temat jego życia. Jednocześnie, wielokrotnie można się w nich natknąć na niejasności i sprzeczności. 
Wieczorem 9 marca doszło do spotkania w mieszkaniu Meiwesa, które sprawca nagrał na wideo. Meiwes obciął penisa Brandesa i obaj go zjedli. Brandes domagał się, aby Meiwes odgryzł jego penisa, ale gdy to się nie udało, podobnie jak próba użycia zwykłego noża, użyto ostrego noża do mięsa. Brandes usiłował zjeść swoją część własnego penisa na surowo, ale nie mógł, gdyż okazał się zbyt twardy i „gumowaty”. Wtedy Meiwes usmażył go na patelni z solą, pieprzem i czosnkiem. W pewnym momencie film został zatrzymany, wtedy Meiwes pomógł ofierze dostać się do łazienki na pierwszym piętrze, gdzie, na jego własną prośbę, zostawił go w wannie na parę godzin, aby się wykrwawił, a sam poszedł oglądać Star Treka.
Według dziennikarzy, którzy widzieli nagranie (nie zostało upublicznione), Brandes mógł być również zbyt osłabiony, aby zjeść swoją część penisa. Meiwes najprawdopodobniej podał mu duże ilości alkoholu i środków przeciwbólowych, a następnie nieprzytomnego już i wykrwawionego zabił przez poderżnięcie gardła w pokoju specjalnie urządzonym do tego celu. Ciało zjadał kawałek po kawałku przez następne miesiące, trzymając fragmenty w zamrażalniku.
Meiwesa aresztowano w grudniu 2002, kiedy umieścił w internecie następne ogłoszenia w sprawie poszukiwanych ofiar. Śledczy przeszukali jego dom i znaleźli fragmenty ludzkiego ciała i nagranie morderstwa. Zawartość taśmy wideo była na tyle szokująca, że wiele osób, które ją zobaczyły szukało potem pomocy psychologów.
W 2004 sąd krajowy w Kassel w pierwszej instancji skazał Meiwesa za zabójstwo typu uprzywilejowanego na osiem i pół roku więzienia. Sprawa nabrała rozgłosu medialnego i wywołała debatę, czy Meiwesa w ogóle można sądzić, wziąwszy pod uwagę dobrowolny i aktywny udział Brandesa.
W kwietniu 2005 niemiecki sąd nakazał ponowny proces po apelacji prokuratury. Prokuratura uważała, że oskarżonego należy sądzić za morderstwo, a nie zabójstwo typu uprzywilejowanego i skazać na dożywocie. Wśród spraw, jakie rozstrzygnął sąd, było czy Brandes zgadzał się na zabójstwo i czy w sensie prawnym taka zgoda była ważna, biorąc pod uwagę jego oczywiste problemy psychiatryczne i fakt, że przyjął duże ilości alkoholu i leków. Ustalano także, czy Meiwes zabił, aby zaspokoić własne pragnienia (zwłaszcza seksualne), a nie ponieważ został o to poproszony; wersję tę Meiwes stanowczo odrzucał.
Podczas ponownego procesu, biegły psycholog stwierdził, że Meiwes mógłby ponownie popełnić tego typu zbrodnię i nadal „mieć fantazje na temat zjadania mięsa młodych ludzi”. 9 maja 2006 sąd apelacyjny we Frankfurcie nad Menem skazał Meiwesa na dożywocie za morderstwo. Obrona sugerowała karę 5 lat pozbawienia wolności, wskazując, że zabójstwo było dokonane w porozumieniu z ofiarą.

## Podobne przypadki
Podobna sprawa zabójstwa za zgodą ofiary, umówionego przez internet, miała miejsce w 1996. Sharon Rina Lopatka była, za swoją zgodą, torturowana, a następnie uduszona przez Roberta Fredericka Glassa.

## Wpływ kulturowy
- Utwór „Mein Teil” (pol. „Moja część”) niemieckiego zespołu Rammstein, opublikowany na albumie Reise, Reise (2004), został zainspirowany zbrodnią. „Teil” oznacza w j. niemieckim „część” / „kawałek”, zaś w slangu także jest rozumiane jako „penis”.
- Utwór „The Wüstenfeld Man Eater” amerykańskiego zespołu heavymetalowego Macabre opisuje morderstwo Meiwesa.
- Utwór „Eaten” (pol. „Zjedzony”) szwedzkiego zespołu deathmetalowego Bloodbath, opublikowany na albumie Nightmares Made Flesh (2004), został oparty na motywie zabicia i zjedzenia Bernda Jürgena Armando Brandesa przez Armina Meiwesa[3].
- Zespół SKYND nagrał utwór o tytule „Armin Meiwes” inspirowane wydarzeniami.
- Niemiec Rosa von Praunheim zrealizował film Dein Herz in Meinem Hirn[4] (pol. „Twoje serce w moim mózgu”) na temat wydarzeń prowadzących do morderstwa. Po raz pierwszy film zaprezentowano w 2005 na Festiwalu Filmowym w Montrealu.
- W 2005 Lois Jones wydała książkę „Cannibal” dotyczącą mordercy i jego ofiary.
- Film Kanibal z Rotenburga (ang. „Grimm Love”) został zainspirowany przez przypadki „kanibalizmu internetowego”, a zwłaszcza przypadku Armina Meiwesa. Miał być wydany w Niemczech w marcu 2006 pod tytułem „Rohtenburg”. W filmie wystąpiły hollywoodzkie gwiazdy: Keri Russell oraz Thomas Kretschmann w roli inspirowanej przez Armina Meiwesa. Film zdobył nagrody na festiwalach w Hiszpanii, Szwecji, Luksemburgu i Korei Południowej. Niemiecki sąd zakazał jednak jego dystrybucji po tym, jak Meiwes złożył skargę, iż film łamie jego prawa. 26 maja 2009 sąd federalny zniósł ten zakaz uznając, że w tym przypadku wolność artystyczna jest ważniejsza niż prawa osobiste.
- 3. odcinek drugiego sezonu serialu The IT Crowd, pt. „Moss i Niemiec”, nawiązuje do tej historii – opisując postać Niemca szukającego osoby, która zgodziłaby się zostać przez niego zjedzona.